# Girls’ Factory
A Girls’ Factory éves rendszerességű japán zenei fesztivál, melyet 2001 óta rendeznek meg. A koncerteken elsősorban női előadók lépnek fel. A rendezvényt minden évben a Fuji Television japán televízióadó közvetíti.

## Fellépők

### 2000
I Love Girl PopChee’s Live 2000
Időpont, helyszín: július 31., Zepp Tokyo
Love Love Girl PopNezumi-gaesi to Love Love All Stars Live 2000
Időpont, helyszín: augusztus 1., Zepp Tokyo
- Chee’s
- Nezumi-gaesi
- Love Love All Stars

### 2001
Girl Pop Factory 01
Időpont, helyszín: július 31., Zepp Tokyo
- Akira
- Anam & Maki
- Arai Júko
- Angelique
- 0930
- Kató Izumi
- Kitaki Maju
- GO!GO!7188
- Szuzuri Maho
- Strawberry Jam
- Zone
- Cudzsi Kaori
- dicot
- tef tef
- Tomato Cube
- Heart Bazaar
- hiro:n
- fra-foa
- Brandnew Little Toys
- Breath (Macumoto Eriko)
- Whiteberry

### 2002
Girl Pop Factory mini
Időpont, helyszín: április 21., a Fuji TV Ike-tér előtt
- Sinohara Tomoe
- Simokava Mikuni
- Cudzsi Kaori
- tef tef
- Macumoto Eiko
- Takebe Szatosi (vendégzenész)
- MC: Kumakiri Aszami, Macsida Megumi

Girl Pop Factory 02
Időpont, helyszín: július 31., Zepp Tokyo
- Akina
- Yellow Generation
- Icsii Szajaka in Cubic-Cross
- Kató Izumi
- Karaszava Miho
- Keihan Girl
- Cudzsi Kaori
- tef tef
- Sinohara Tomoe
- Simokava Mikuni
- The Scanty
- Sonim
- Fudzsioka Aszami
- fra-foa
- Whiteberry
- Macumoto Eiko
- musee
- Yorico
- Vendégzenészek
  - Szakazaki Kónoszuke
  - Nakagava Maszaja
  - Ómori Hadzsime (Tokyo Ska Paradise Orchestra)
  - Fudzsii Naojuki
  - Paul Gilbert

MC: Takasima Aja

### 2003
Girl Pop Factory 03
Időpont, helyszín: július 29., Odaiba Adventure King Bouken Land (szabadtéri)
- Aida Sóko
- Akina
- Iida Kaori
- Icsii Szajaka
- SweetS
- Sinohara Tomoe
- Simokava Mikuni
- Snappeas
- Juemilia
- Sonim
- Cudzsi Kaori
- dicot
- day after tomorrow
- dream
- Nyle
- Nao
- Nao Rjú
- Nakazava Júko
- Perfume
- Prière
- Boystyle
- Bon-Bon Blanco
- Macumoto Eiko
- mihimaru GT
- Mijahara Nami
- Morning Musume
- Ruca
- Vakacuki Csinacu

MC: Takasima Aja, Jaszu Megumi

### 2004
Girl Pop Factory 04
Időpont, helyszín: augusztus 9., Odaiba Adventure King Bouken Land (szabadtéri)
- MARS (ének: Murakami Mariko) (előzenekar)
- Checkicco
- Akina
- Abe Nacumi
- Ikuta Aiko
- Gotó Maki
- Cudzsi Kaori
- dream
- Bisódzso Club 21
- Macumoto Eiko
- Fortuna
- Bon-Bon Blanco
- Macuura Aja
- Re*GirL

MC: Szaeko, Aoi, Tobe Jóko
Girl Pop Factory Eighties
Időpont, helyszín: augusztus 12., Odaiba Adventure King Bouken Land (szabadtéri)
- Simokava Mikuni
- Fudzsioka Aszami
- mina (Jahagi Miki)
- Szuzuki Ami
- Sweets
- Sugar
- Itó Cukasza
- Óba Kumiko
- Kasivabara Josie
- Szakakibara Ikue
- Dzsónoucsi Szanae
- Nitta Eri

MC: Josimura Akihiro, Kumakiri Aszami, Tobe Jóko

### 2005
Girl Pop Factory 05
Időpont, helyszín: július 31., Zepp Tokyo
- Aja
- Tommy heavenly6
- Puffy
- Halcali
- Bonnie Pink
- Macu Jú

MC: Macu Jú

### 2006
Girl Pop Factory 06
Időpont, helyszín: augusztus 5., Zepp Tokyo
- Ai
- Ajaka
- Cucsija Anna
- Tommy heavenly6
- Muramasza

MC: Josimura Jumi (Puffy)

### 2007
Girl Pop Factory 07
Időpont, helyszín: augusztus 4., Zepp Tokyo
- Gollbetty
- Cucsija Anna
- Bonnie Pink
- Yui

Különleges vendég: Soil & "Pimp" Sessions (Cucsija Anna közreműködésével) 

MC: Cucsija Anna, Szugiszaki Mika

### 2008
Girl Pop Factory 08
Időpont, helyszín: augusztus 3., Zepp Tokyo
- Nakagava Sóko
- Aojama Thelma
- Ikimono-gakari
- Halcali
- Perfume
- Kóda Kumi

MC: Josimura Jumi (Puffy)

### 2009
Girl Pop Factory 09
Időpont, helyszín: augusztus 2., Zepp Tokyo
- Lindberg
- Speed
- Minmi
- mihimaru GT
- Juju
- Domino
- MiChi

MC: Minami Akina, Sóno Jóko

### 2010
Girls’ Factory
Girl Rock Factory 01
Időpont, helyszín: július 31., Zepp Tokyo
- Chatmonchy
- Superfly
- miwa (előzenekar)
- Aoi Ju (interjú)
- Aibu Szaki
- Eikura Nana

Girl Pop Factory 10
Időpont, helyszín: augusztus 1., Zepp Tokyo
- Speed
- Perfume
- Nakagava Sóko
- No3b
- Vatasze Maki
- Morivaka Kaori
- Kató Izumi
- miwa
- kylee
- Kavakami Dzsuria
- Negoto (előzenekar)

MC: Minami Akina, Sóno Jóko

### 2011
Girls’ Factory
MC: Minami Akina, Sóno Jóko
időpont, helyszín: július 30., Zepp Tokyo
- Speed
- Nakagava Sóko
- Scandal
- Stereopony
- Mass of the Fermenting Dregs
- Flip
- opening act Dzsúsofutei musoku

Időpont, helyszín: július 31., Zepp Tokyo
- Kató Miliyah
- French Kiss
- Vatariróka hasiritai 7
- miwa
- Negoto
- Zone (előzenekar) (gerillakoncert)
- Aszakura Daiszuke (vendégzenész)
- Makihara Norijuki (miwa közreműködésével) (gerillakoncert)
- Utoku Keiko (a French Kiss közreműködésével)
- Okamoto Majo (Kasivagi Juki×Tomoka közreműködésével) (gerillakoncert)
- Tanimura Sindzsi (az AKB10 közreműködésével) (gerillakoncert)

### 2012
Girls’ Factory
MC: Aszakura Daiszuke, Minami Akina, Vatanabe Maju
Időpont, helyszín: július 28., Zepp DiverCity
- Ieri Leo
- Gotó Mariko
- Nanba Siho
- miwa
- Momoiro Clover Z
- Szumioka Rina (előzenekar)

Időpont, helyszín: július 29., Zepp DiverCity
- Kuraki Mai
- Siricu Ebiszu Csúgaku
- Scandal
- Chatmonchy
- AAA
- The komeszódó (előzenekar)

Girl Rock Factory 12
MC: Aszakura Daiszuke, Kató Izumi, Vatanabe Maju
Időpont, helyszín: augusztus 12., Shibuya-AX
- Sisido Kavka
- Negoto
- Happy Birthday
- Flip
- miwa
- Scandal
- Terada Keiko (gerillakoncert)

### 2013
Girls’ Factory 13
MC: Minami Akina, Kató Izumi
Időpont, helyszín: augusztus 7., Yoyogi National Gymnasium
- miwaClo (miwa×Momoiro Clover Z)
- Scandal
- Urbangarde
- Negoto
- Kominami Jaszuha

### 2014
Girls’ Factory 14
MC: Minami Akina
Időpont, helyszín: augusztus 18., Yoyogi National Gymnasium
- Mizuki Nana
- Nisino Kana
- Momoiro Scandal (Scandal×Momoiro Clover Z)
- miwaClo (miwa×Momoiro Clover Z)
- Kominami Jaszuha
- Kisitani Kaori

Időpont, helyszín: augusztus 19., Yoyogi National Gymnasium
- Momoiro Clover Z
- Siricu Ebiszu Csúgaku
- Team Syachihoko
- Negoto
- Urbangarde
- Akai kóen

### 2015
Girls’ Factory 15
MC: Tamai Siori
Időpont, helyszín: augusztus 3., Yoyogi National Gymnasium
- Takojaki Rainbow (előzenekar)
- Siricu ebiszu csúgaku
- Team Syachihoko
- Tenkaszu Trio
- Negoto
- Szakamoto Fujumi

Időpont, helyszín: augusztus 4., Yoyogi National Gymnasium
MC: Minami Akina
- 3B Junior (előzenekar)
- Momiro Clover Z
- Kisitani Kaori
- Miwa
- Kirisima Nodoka
- Kominami Jaszuha
- Vada Akiko